# Osaka Exchange
Die Osaka Exchange, Inc. (kurz OSE; englisch für japanisch 株式会社大阪取引所, japanisch kabushiki-gaisha Ōsaka shōken torihikijo) mit Sitz in Osaka, Osaka, eine Tochtergesellschaft der Japan Exchange Group, ist eine elektronische Börse, die Index-Futures, Indexoptionen und Wertpapieroptionen notiert.
Die frühere Osaka Securities Exchange (OSE) (englisch für 大阪証券取引所 Ōsaka shōken torihikijo) fusionierte im Januar 2013 mit der Tokioter Börse und wurde in Osaka Exchange umbenannt. Die durch die Fusion entstandene neue Holdinggesellschaft ist die Japan Exchange Group. Die Osaka Exchange fusionierte im Juli 2013 ihre Cash-Equity-Handelsplattformen mit der Tokioter Börse. Dadurch kamen 1.100 Aktien hinzu, was sie zur drittgrößten Börse nach börsennotierten Unternehmen machte. Die Osaka Exchange dient als primärer börsennotierter Derivatemarkt für JPX. Im Jahr 2015 belegte JPX gemessen am Volumen mit 361,4 Millionen gehandelten Kontrakten den 16. Platz, ein Anstieg von 16 Prozent gegenüber 309,7 im Vorjahr, laut dem jährlichen Volumenbericht der FIA.

## Geschichte
Die Ursprünge der Wertpapierbörsen in Japan ziehen sich bis in die Edo-Zeit zwischen 1603 und 1867 zurück, als in Osaka, Japans Wirtschaftszentrum, die Börse für Reis und Getreide gegründet wurde. Zahlreiche Händler schlossen sich nach und nach zusammen und gründeten einen Markt namens „Yodoya-Komeichi“, die erste Wertpapierbörse des Landes.
Dieser Markt wurde 1697 nach Dojima verlegt und „Dojimakomekaisho“ genannt, was so viel bedeutet wie ein physischer Markt für den Handel mit Reisscheinen oder physischem Reis. 1716 wurden Cho-gomai-Transaktionen eingeführt, die als Ursprung der Termingeschäfte in Japan gelten. Sie wurden 1730 staatlich anerkannt. Formeller wurde die Osaka Exchange 1878 als Osaka Stock Exchange (kurz OSE) gegründet. Die OSE wurde 2001 demutualisiert und 2004 an ihrer eigenen Börse notiert. Am 27. Juli 2020 begann die Osaka Exchange mit dem Futures-Handel mit Rohstoffen, darunter Gold, und bot damit die erste zentrale Handelsplattform in Japan für Finanz- und Rohstoff-Futures.

## Indizes
Ab Oktober 1991 wurde der Jasdaq Index berechnet. Nach einer Übernahme der Jasdaq Inc. Durch die OSE wurde dieser markt und sein Index Teil der Osaka Exchange.